# Actinopus embera
Espèce
Actinopus embera est une espèce d'araignées mygalomorphes de la famille des Actinopodidae.

## Distribution
Cette espèce est endémique du en Colombie. Elle se rencontre dans les départements de Córdoba, de Bolivar, d'Atlántico et de Sucre.

## Description
Le mâle holotype mesure 16,24 mm et la femelle paratype 23,91 mm.

## Systématique et taxinomie
Cette espèce a été décrite par Osorio, Sherwood et Quĳano-Cuervo en 2025.

## Étymologie
Cette espèce est nommée en l'honneur des Emberá.

## Publication originale
- Osorio, Martínez-Hernández, Casalla Daza, Sherwood & Quijano-Cuervo, 2025 : « A new species of Actinopus Perty, 1833 belonging to the cucutaensis-group from Colombia (Araneae: Actinopodidae) with notes on its natural history. » Arachnology, vol. 20, no 1, p. 70-75.